# Список Народных героев Югославии/Р
В настоящем списке в алфавитном порядке представлены все Народные герои Югославии, чьи фамилии начинаются с буквы «Р» (всего 71 человек). В списке указаны даты присвоения звания и даты жизни Героев.
- Серым цветом в таблице выделены Герои, награждённые орденом Народного героя посмертно.

## Список Народных героев Югославии, фамилии которых начинаются с «Р»
| № п/п | Фото | Фамилия, Имя             | Дата присвоения звания | Годы жизни                          |
| ----- | ---- | ------------------------ | ---------------------- | ----------------------------------- |
| 966   |      | Равбар, Франц            | 5 июля 1951            | 1913—1943                           |
| 967   |      | Радакович, Илия          | 20 декабря 1951        | 1923—2015                           |
| 968   |      | Радакович, Лазо          | 20 декабря 1951        | 12 апреля 1913 — 23 марта 2014      |
| 969   |      | Радакович, Мичо          | 14 декабря 1949        | 14 октября 1915 — 10 августа 1941   |
| 970   |      | Радетич, Лука            | 23 июля 1952           | 1918—1982                           |
| 971   |      | Радетич, Петар           | 20 декабря 1951        | 1918—2003                           |
| 972   |      | Радивоевич, Йованка      | 6 июля 1953            | 1922 — май 1943                     |
| 973   |      | Радич, Воислав           | 27 ноября 1953         | 4 августа 1902 — 13 июля 1977       |
| 974   |      | Радич, Лепа              | 20 декабря 1951        | 19 декабря 1925 — февраль 1943      |
| 975   |      | Радичевич, Велимир       | 10 июля 1953           | 14 июня 1914 — 18 апреля 2017       |
| 976   |      | Радованович, Владимир    | 13 марта 1945          | 1903—1943                           |
| 977   |      | Радованович, Йово        | 26 июля 1945           | 5 августа 1915 — 5 марта 2004       |
| 978   |      | Радованович, Милич       | 5 июля 1951            | 1920—1944                           |
| 979   |      | Радович, Гойко           | 27 ноября 1953         | 1911—1971                           |
| 980   |      | Радович, Даринка         | 9 октября 1953         | 6 января 1896 — 23 мая 1943         |
| 981   |      | Радоевич, Лазар          | 20 декабря 1951        | 1916—1941                           |
| 982   |      | Радоевич, Милутин        | 20 декабря 1951        | 1914—1941                           |
| 983   |      | Радосавлевич, Вера       | 5 июля 1951            | 22 сентября 1922 — август 1943      |
| 984   |      | Радосавлевич, Добривое   | 6 июля 1953            | 28 января 1915 — 4 апреля 1984      |
| 985   |      | Радосавлевич, Добросав   | 5 июля 1952            | 10 февраля 1921 — 3 апреля 1942     |
| 986   |      | Радосавлевич, Драголюб   | 5 июля 1951            | 1919—1943                           |
| 987   |      | Радосавлевич, Радиша     | 20 декабря 1951        | 1919—1942                           |
| 988   |      | Радулович, Велько        | 13 июля 1953           | 1915—1942                           |
| 989   |      | Радулович, Йован         | 27 ноября 1953         | 1906—1943                           |
| 990   |      | Радулович, Милосав       | 27 ноября 1953         | 1915—1943                           |
| 991   |      | Радулович, Никола        | 24 июля 1953           | 15 марта 1915 — 14 апреля 1984      |
| 992   |      | Радулович, Радуле        | 10 июля 1953           | 1919—1942                           |
| 993   |      | Радусинович, Митар       | 9 октября 1953         | 1912—1975                           |
| 994   |      | Раичевич, Владимир       | 9 октября 1953         | 1922—1944                           |
| 995   |      | Ракита, Душан            | 27 ноября 1953         | 1900—1942                           |
| 996   |      | Ракич, Драган            | 27 ноября 1953         | 10 октября 1914 — 19 января 1959    |
| 997   |      | Ракич, Крешо             | 23 июля 1952           | 1919—1941                           |
| 998   |      | Ракич, Милич             | 20 декабря 1951        | 1912—1943                           |
| 999   |      | Раковац, Иоаким          | 9 декабря 1952         | 14 октября 1914 — 18 января 1945    |
| 1000  |      | Ракочевич, Ненад         | 20 декабря 1951        | 1914—1943                           |
| 1001  |      | Ракочевич, Радомир       | 13 июля 1953           | 1914—1944                           |
| 1002  |      | Ранкович, Александр      | 4 июля 1945            | 28 ноября 1909 — 19 августа 1983    |
| 1003  |      | Ранкович, Анджелия       | 6 июля 1953            | 1909—1942                           |
| 1004  |      | Распопович, Милан        | 17 мая 1945            | 1915—1942                           |
| 1005  |      | Рауш, Стево              | 20 декабря 1951        | 23 октября 1916 — 1 августа 1998    |
| 1006  |      | Рачки, Никола            | 27 ноября 1953         | 1914—1994                           |
| 1007  |      | Рашович, Милия           | 20 декабря 1951        | 1915 — апрель 1943                  |
| 1008  |      | Растович, Милош          | 20 декабря 1951        | 1921—1942                           |
| 1009  |      | Раштегорац, Анте         | 20 декабря 1951        | 8 сентября 1923 — 17 декабря 1986   |
| 1010  |      | Реганцин-Долничар, Зорка | 27 ноября 1953         | 21 декабря 1921 — январь 1944       |
| 1011  |      | Ределонги, Марко         | 20 декабря 1951        | 1912—1944                           |
| 1012  |      | Реич, Сречко             | 20 декабря 1951        | 1914—1987                           |
| 1013  |      | Релич, Петар             | 27 ноября 1953         | 1913—1990                           |
| 1014  |      | Ремих, Душан             | 27 ноября 1953         | 1922—1944                           |
| 1015  |      | Рибар, Иво               | 18 ноября 1944         | 23 апреля 1916 — 27 ноября 1943     |
| 1016  |      | Рикич, Дуйо              | 5 июля 1951            | 1918—1943                           |
| 1017  |      | Ристич, София            | 9 октября 1953         | 15 ноября 1902 — 18 марта 1944      |
| 1018  |      | Робек, Вино              | 21 июля 1953           | 1915—1986                           |
| 1019  |      | Родич, Радивой           | 24 июля 1953           | 14 октября 1920 — 22 января 1942    |
| 1020  |      | Родич, Славко            | 14 декабря 1949        | 11 мая 1918 — 29 апреля 1949        |
| 1021  |      | Рожанц, Валентин         | 21 июля 1953           | 8 февраля 1895 — 13 октября 1942    |
| 1022  |      | Розман, Франц            | 11 ноября 1944         | 27 марта 1911 — 7 ноября 1944       |
| 1023  |      | Ройе, Анте               | 27 ноября 1953         | 1914—1982                           |
| 1024  |      | Ройц, Карло              | 20 декабря 1951        | 16 июня 1915 — конец 1942           |
| 1025  |      | Ройшек, Франц            | 13 сентября 1952       | 1914—1975                           |
| 1026  |      | Роквич, Мирко            | 13 марта 1945          | 1922—2004                           |
| 1027  |      | Ролович, Владимир        | 9 апреля 1971          | 21 мая 1916 — 15 апреля 1971        |
| 1028  |      | Ролович, Нико            | 10 июля 1953           | 1910—1941                           |
| 1029  |      | Ромац, Пашко             | 27 ноября 1953         | 17 мая 1913 — 8 ноября 1982         |
| 1030  |      | Рудолф, Янко             | 20 декабря 1951        | 23 июля 1914 — 3 февраля 1997       |
| 1031  |      | Ружичка, Йосип           | 24 июля 1953           | 10 августа 1919 — 7 февраля 1945    |
| 1032  |      | Рукавина, Анте           | 5 июля 1951            | 1922 — 4 июня 1943                  |
| 1033  |      | Рукавина, Иван           | 20 декабря 1951        | 26 января 1912 — 3 апреля 1992      |
| 1034  |      | Рукавина, Иван           | 20 декабря 1951        | 17 января 1901 — 27 декабря 1943    |
| 1035  |      | Рунко, Звонимир          | 27 ноября 1953         | 4 января 1920 — 16 июня 1942        |
| 1036  |      | Рустанбег, Милан         | 27 ноября 1953         | 14 сентября 1914 — 23 сентября 1944 |